# Зіусудра
Зіусудра (у вавилонських текстах Атрахасіс — «наймудріший», в ассирійських — Утнапіштім; дав.-гр. Ξίσουθρος, Ксісутрус, Ксісуфр) — герой шумерського епосу про Великий Потоп, створеного ймовірно у III тисячолітті до н. е. Дев'ятий і останній легендарний шумерський додинастичний цар. Згідно з ніппурським царським списком, правив 36 000 років перед потопом.

## Біографія
Згідно з ніппурським списком, у Шумері до потопу правили один за одним дев'ять легендарних царів у п'яти містах-державах. Цей період тривав протягом 277 200 років, після чого потоп змив край. Коли потоп зійшов, богами було послане місто Кіш, яке стало новим місцем царського трону.
У деяких шумерських текстах Зіусудра згадується як цар міста Шуруппака, тому деякі науковці схильні вважати, що в легендарного героя був реальний прототип.